# Schwarzwald
Schwarzwald er et stort bjerg- og skovområde i det sydvestlige Tyskland. Området udgør 6.009 kvadratkilometer. Schwarzwald var tidligere domineret af bøg (fagus sylvatica) og almindelig ædelgran (Abies alba). Begge arter er meget skyggende klimakstræarter, hvilket betød skoven var meget tæt og mørk, og deraf kommer navnet Schwarzwald.
I dag er den dominerende art i de højereliggende dele af området rødgran (Picea abies), mens de lavereliggende områder stadig domineres af blandingsskov med bøg og ædelgran, men også en indført art som douglasgran spiller en betydelig rolle i blandingsskoven. Det højeste bjerg, Feldberg, er 1.493 meter højt.
Schwarzwald er kukurenes hjemstavn og er i øvrigt et yndet turistområde i Tyskland, som tiltrækker især tyske og hollandske turister. Historisk set var området præget af skovbrug og minedrift (frem til 1954) af malmaflejringer som bl.a. sølvholdig blymalm, zink-, kobber- og jernmalm. Der er fortsat skovdrift i området. Turisme er blevet den primære beskæftigelse og tegner sig for omkring 300.000 job.
Industrivirksomheder som Junghans, BBS, Schneider kuglepenne og Grohe har hjemsted i Schwarzwald. Schwarzwald-skinken stammer fra dette område.

## Navnets oprindelse
Da romerne, i Romerrigets tid, ankom til området, gav de skoven navnet "silva nigra". Det latinske navn betyder noget i retning af "sort skov". Romerne kom over Alperne. Man kan forestille sig, at de så denne store skov fra oven og i det fjerne. Men den forekom dem ikke kun mørk, men også uigennemtrængeligt og skræmmende. Dengang var der ingen bølgende bakker, enge og græsgange, som der er i dag. Der var kun ét stort sammenhængende skovområde. Navnet "Swarzwald" optræder for første gang i et dokument fra 868.

## Natur
Floderne Breg og Brigach udspringer i Schwarzwald og løber sammen ved byen Donauschingen. Sammenløbet er officielt begyndelsesstedet for Donau, der udmunder i Sortehavet. Den største del af Schwarzwald afvandes til Rhinen. Den nordøstlige del til Neckar, og området mellem Sankt Georgen og Furtwangen til Donau. Neckar er en stor biflod til Rhinen.
I den sydlige del lever Europæisk vildkat og den større Europæisk los. Derudover findes Europæisk gråulv og musvæsel
Et område på 633,26 km² blev i 2017 udpeget til biosfærereservat  under UNESCOs Menneske og biosfære-programmet.
Store dele af Schwarzwald er nationalpark. Udover naturparken i det sydlige Schwarzwald findes Tysklands største naturpark ved midt-nord. Sidstnævnte område udgør 420.000 hektar.
For 1000 år siden var hele nationalparkområdet dækket af urskove, og mange af de gigantiske træer i dem var meget gamle. Mellem tætte skovområder var der større lysninger, der var blevet dannet af storme, brande, vilde dyr og insekter. Omkring en tredjedel af træerne var døde. Stammerne stod som mægtige søjler i årtier, før de faldt sammen og gjorde skoven næsten uigennemtrængelig.
I Schwarzwalds område for nationalpark falder der regn 200 dage om året. Det gennemsnitlige snefald er 60 til 70 cm.
Schwarzwald er ikke det største sammenhængende skovområde i Tyskland. Det er Pfälzerwald på 179.000 hektar, som ligger mellem Karlsruhe og Kaiserslautern.

## Galleri
- By i Schwarzwald
- Landskab i Schwarzwald
- Sydlige region - Feldberg
- Vej i Schwarzwald
- Midterste region - Simonswäldertal

## De højeste bjerge
- Feldberg (1.493 m)
- Herzogenhorn (1.415 m)
- Belchen (1.414 m)
- Spieshorn (1.349 m)
- Schauinsland (1.284 m)
- Kandel (1.241 m)
- Hochblauen (1.165 m)
- Hornisgrinde (1.164 m)